# Elecciones municipales de 2015 en Valladolid
| Partido | Color   |
| ------- | ------- |
| PP      | Azul    |
| PSOE    | Rojo    |
| VTLP    | Verde   |
| SÍVA    | Morado  |
| C´s     | Naranja |

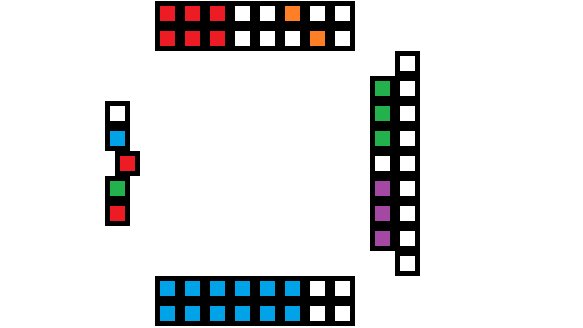
Relación silla-partido.

Las elecciones municipales de 2015 se celebraron en Valladolid el domingo 24 de mayo, de acuerdo con el Real Decreto de convocatoria de elecciones locales en España dispuesto el 30 de marzo de 2015 y publicado en el Boletín Oficial del Estado el día 31 de marzo. Se eligieron los 29 concejales del pleno del Ayuntamiento de Valladolid, a través de un sistema proporcional (método d'Hondt), con listas cerradas y un umbral electoral del 5 %.

## Resultados
La candidatura del Partido Popular (PP) encabezada por sexta vez consecutiva por el alcalde saliente Francisco Javier León de la Riva, obtuvo una mayoría simple de 12 concejales, frente a los 8 de la candidatura del Partido Socialista Obrero Español (PSOE), encabezada por Óscar Puente. El resto de candidaturas con representación fueron la de Valladolid Toma La Palabra (VTLP), encabezada por Manuel Saravia, con 4 concejales, la de Sí Se Puede Valladolid (SÍVA) encabezada por Charo Chávez, con 3 concejales y la de Ciudadanos-Partido de la Ciudadanía (Cs) encabezada por, con 2 concejales. Los resultados completos se detallan a continuación:
| Candidaturas                                                        | Candidaturas                                                        | Votos   | %                               | Concejales                      |
| ------------------------------------------------------------------- | ------------------------------------------------------------------- | ------- | ------------------------------- | ------------------------------- |
|                                                                     | Partido Popular (PP)                                                | 59 519  | 35,73                           | 12                              |
|                                                                     | Partido Socialista Obrero Español (PSOE)                            | 38 789  | 23,28                           | 8                               |
|                                                                     | Valladolid Toma La Palabra (VTLP)                                   | 22 329  | 13,40                           | 4                               |
|                                                                     | Sí Se Puede Valladolid (SÍVA)                                       | 16 598  | 9,96                            | 3                               |
|                                                                     | Ciudadanos-Partido de la Ciudadanía (Cs)                            | 12 706  | 7,63                            | 2                               |
| Candidatura Independiente-Ciudadanos de Centro Democrático (CI-CCD) | Candidatura Independiente-Ciudadanos de Centro Democrático (CI-CCD) | 6772    | 4,06                            | 0                               |
| Unión Progreso y Democracia (UPyD)                                  | Unión Progreso y Democracia (UPyD)                                  | 2726    | 1,64                            | 0                               |
| Vox (Vox)                                                           | Vox (Vox)                                                           | 1790    | 1,07                            | 0                               |
| Partido Comunista de los Pueblos de España (PCPE)                   | Partido Comunista de los Pueblos de España (PCPE)                   | 709     | 0,43                            | 0                               |
| Ciudanos Libres Unidos (CILUS)                                      | Ciudanos Libres Unidos (CILUS)                                      | 516     | 0,31                            | 0                               |
| Partido Castellano-Tierra Comunera: Pacto (PCAS-TC:PACTO)           | Partido Castellano-Tierra Comunera: Pacto (PCAS-TC:PACTO)           | 373     | 0,22                            | 0                               |
| Solidaridad y Autogestión Internacionalista (SAIn)                  | Solidaridad y Autogestión Internacionalista (SAIn)                  | 335     | 0,20                            | 0                               |
| Falange Española de las JONS (FE de las JONS)                       | Falange Española de las JONS (FE de las JONS)                       | 282     | 0,17                            | 0                               |
| Democracia Regionalista de Castilla y León (DRCL)                   | Democracia Regionalista de Castilla y León (DRCL)                   | 259     | 0,16                            | 0                               |
| Democracia Nacional (DN)                                            | Democracia Nacional (DN)                                            | 220     | 0,13                            | 0                               |
| Votos en blanco                                                     | Votos en blanco                                                     | 2670    | 1,60                            | n/a                             |
| Votos válidos                                                       | Votos válidos                                                       | 166 593 | 100,00                          | 29                              |
| Votos nulos                                                         | Votos nulos                                                         | 1966    | Participación: \| \| 67,80 % \| | Participación: \| \| 67,80 % \| |
| Votantes                                                            | Votantes                                                            | 168 559 | Participación: \| \| 67,80 % \| | Participación: \| \| 67,80 % \| |
| Electores                                                           | Electores                                                           | 248 610 | Participación: \| \| 67,80 % \| | Participación: \| \| 67,80 % \| |
|                                                                     | 67,80 %                                                             |         |                                 |                                 |

## Concejales electos
Relación de concejales electos:
| N.º | Nombre                              | Lista | Lista |
| --- | ----------------------------------- | ----- | ----- |
| 1   | Francisco Javier León de la Riva    |       | PP    |
| 2   | Óscar Puente Santiago               |       | PSOE  |
| 3   | Jesús Julio Carnero García          |       | PP    |
| 4   | Manuel Saravia Madrigal             |       | VTLP  |
| 5   | Marta López de la Cuesta            |       | PP    |
| 6   | Ana María Carmen Redondo García     |       | PSOE  |
| 7   | María del Rosario Chávez Muñoz      |       | SÍVA  |
| 8   | Carlos Basilio Fernández Rodríguez  |       | PP    |
| 9   | Luis Ángel Vélez Santiago           |       | PSOE  |
| 10  | Jesús Javier Presencio Peña         |       | C’s   |
| 11  | María Álvarez Cantalapiedra Álvarez |       | PP    |
| 12  | María Sánchez Esteban               |       | VTLP  |
| 13  | Rosa Isabel Hernández del Campo     |       | PP    |
| 14  | María Victoria Soto Olmedo          |       | PSOE  |
| 15  | Jesús Enríquez Tauler               |       | PP    |
| 16  | Héctor Gallego Blanco               |       | SÍVA  |
| 17  | Juan Antonio Gato Casado            |       | PSOE  |
| 18  | Alberto Bustos García               |       | VTLP  |
| 19  | Fernando Rubio Ballestero           |       | PP    |
| 20  | María Teresa Martínez Jiménez       |       | PP    |
| 21  | Rafaela Romero Biosca               |       | PSOE  |
| 22  | Pilar Vicente Tomás                 |       | C’s   |
| 23  | Alfredo Blanco Montero              |       | PP    |
| 24  | Rosalba Fonteriz García             |       | VTLP  |
| 25  | Pedro Herrero García                |       | PSOE  |
| 26  | Gloria Reguero Mélida               |       | SÍVA  |
| 27  | José Antonio Martínez Bermejo       |       | PP    |
| 28  | Luis Antonio Gómez Iglesias         |       | PP    |
| 29  | Blanca de Luis Cano                 |       | PSOE  |

## Investidura del alcalde
La imposibilidad del PP de articular una mayoría absoluta de investidura, ni siquiera en el caso de un hipotético pacto con Cs—, abrió las puertas a un acuerdo de investidura entre las fuerzas de izquierda (PSOE, VTLP y SÍVA). En la votación de investidura celebrada en la sesión de constitución de la nueva corporación municipal el 13 de junio de 2015, Óscar Puente (candidato del PSOE) resultó investido alcalde de Valladolid con una mayoría absoluta de los votos de los concejales (15 votos); Jesús Julio Carnero (candidato del PP) recibió 12 y Jesús Presencio (candidato de Cs) 2.